# Estación Bernardo Larroudé
Bernardo Larroudé es una estación ferroviaria ubicada en la localidad de Bernardo Larroudé, en el Departamento Chapaleufú, Provincia de La Pampa, Argentina.

## Ubicación
La estación se encuentra ubicada a 80 km al norte de la ciudad de General Pico.A 60 km al este de la ciudad de Realicó y a 56 km de la ciudad de General Villegas ya en provincia de Buenos Aires/provincia de La Pampa.

## Servicios
No presta servicios de pasajeros desde agosto de 2015.
Sus vías están concesionadas a la empresa de cargas Ferroexpreso Pampeano